# حسن الساعاتي
حسن عبد العزيز الساعاتي (1916 - 1997م/ 1335- 1418هـ،).هو عالم اجتماع مصري، وُلد في قليوب بمصر. ودرس حتى نال الشهادة الجامعية من قسم اللغة الإنجليزية وآدابها في جامعة القاهرة سنة 1938م، ثم واصل تعليمه العالي حتى نال شهادة الدكتوراه في علم الاجتماع من جامعة لندن عام 1946م. وقد وجه جهوده تدريسًا وبحثًا في ميادين شتّى من علم الاجتماع، وذلك في عدد من الجامعات والمراكز البحثية، وأسهم في تخطيط برامجها، وألقى بحوثًا في كثير من المؤتمرات العلميّة العربية والعالمية، وهو عضو في إحدى عشرة هيئة علمية.

## أعماله وإنجازاته
- له ما لا يقل عن ستة عشرة كتاباً منها في علم الاجتماع الجنائي في 1951، وعلم الاجتماع القانوني في 1968، وعلم الاجتماع الخلدوني في

1978، وقواعد المنهج، وعلم الاجتماع الصناعي في 1982.
- له من البحوث والمقالات ما لا يقل عن الثلاثين بالعربية وخمسة عشر بالإنجليزية
- له العديد من النظريات ومن بينها نظرية الوعي المصري للعدالة التي تعد مفتاحاً للشخصية المصرية.
- كان معنياً منذ اللحظة الأولى بالعمل الميداني وكان آنذاك مشغولاً بدراسة العشوائيات ودراسة ظاهرتي انحراف الأحداث وأطفال الشوارع.
- تميزت أعماله بالدقة العلمية والريادة في مجال التأصيل الإسلامي لعلم الاجتماع على الرغم من حداثة هذا التوجه وغلبه الفكر العربي.
- كتب ما يقرب من اثنتي عشرة رواية لم تنشر، وقد تحولت بعض هذه الروايات إلى تمثيليات إذاعية ومنها الحب والواجب، حياة المخرج، الأستاذة نميسة، المحروم، والشروط الثلاثة وغيرها.

## الجوائز والأوسمة
- مُنح الدكتوراه الفخرية في الدراسات الإسلامية من كلية الإمام الأوزاعي الإسلامية في بيروت عام 1990.
- وسام الجمهورية من الطبقة الثانية عام 1992.
- حصل على جائزة الدولة التقديرية في العلوم من المجلس الأعلى للثقافة بالقاهرة عام 1992.
- فاز بجائزة الملك فيصل العالمية للدراسات الإسلامية عام 1993.